# MTV Unplugged (album Katy Perry)
MTV Unplugged – pierwszy album koncertowy amerykańskiej piosenkarki Katy Perry. Wydawnictwo ukazało się 17 listopada 2009 roku nakładem wytwórni muzycznej Capitol Records. Koncert został nagrany 22 czerwca 2009 roku w Nowym Jorku jako część MTV Unplugged. Płyta zawiera kompozycje z płyty One of the Boys, takie jak: "I Kissed a Girl", "Waking Up in Vegas" i "Thinking of You" oraz dwie nowe piosenki interpretację "Hackensack" z repertuaru formacji Fountains of Wayne oraz piosenkę "Brick by Brick", napisaną w oryginale przez Ashley Tisdale. DVD zawiera ekskluzywne materiały za kulisowe, takie jak wywiad z samą artystką. W przeciwieństwie do edycji amerykańskiej w Brazylii wydano wersję w formacie DVD/CD, zamiast CD/DVD. 

## Spis utworów
| Nr. | Tytuł                                   | Autor                                                 | Czas |
| --- | --------------------------------------- | ----------------------------------------------------- | ---- |
| 1.  | "I Kissed a Girl"                       | Katy Perry, Lukasz Gottwald, Max Martin, Cathy Dennis | 4:12 |
| 2.  | "Ur So Gay"                             | Perry, Greg Wells                                     | 4:26 |
| 3.  | "Hackensack" (cover Fountains of Wayne) | Chris Collingwood, Adam Schlesinger                   | 3:04 |
| 4.  | "Thinking of You"                       | Perry                                                 | 4:41 |
| 5.  | "Lost"                                  | Perry, Ted Bruner                                     | 5:01 |
| 6.  | "Waking Up in Vegas"                    | Perry, Desmond Child, Andreas Carlsson                | 3:33 |
| 7.  | "Brick by Brick"                        | Perry, Wells                                          | 4:39 |

## Notowania
| Notowanie (2009)    | Najwyższa pozycja |
| ------------------- | ----------------- |
| SNEP                | 192               |
| Schweizer Hitparade | 82                |
| U.S. Billboard 200  | 168               |